# 포즈난 황성

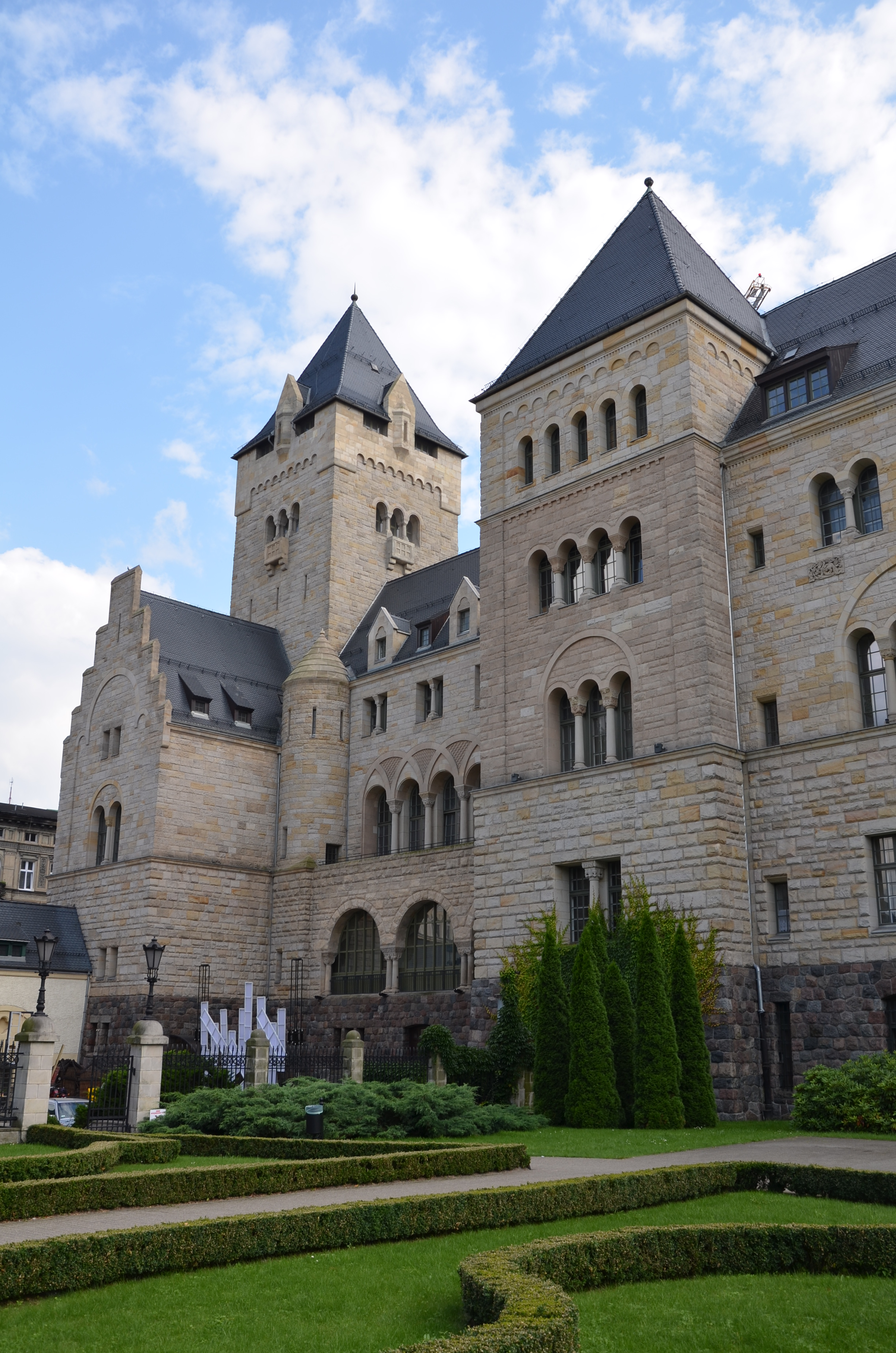
포즈난 황성

포즈난 황성(폴란드어: Zamek Cesarski w Poznaniu)은 폴란드 비엘코폴스카주 포즈난에 있는 성이다. 1910년 독일 통치 하에 프란츠 하인리히 슈베흐텐이 독일 황제 빌헬름 2세를 위해 황제의 제안을 받아 건설했다.
이 건물은 완공된 이래로 독일 정부 사무실(1918년까지, 제2차 세계 대전 중)과 폴란드 정부 사무실(1918~1939, 1945~현재)로 사용되었다.